# Партицкий, Емельян Осипович
Емельян Осипович Парти́цкий (укр. Омелян Осипович Партицький; 1840, Тейсаров — 20 января 1895, Львов) — галицкий учёный-языковед, педагог, литературовед, этнограф, историк, поэт, общественно-политический деятель, один из основателей общества «Просвита» во Львове.

## Биография
Родился в 1840 году в селе Тейсаров (ныне в Жидачовской общине Львовской области).
В 1864 окончил Львовский университет. Затем на преподавательской работе: с 1864 по 1868 в Тернопольской гимназии, 1868—1871 в Академической гимназии во Львове.
1871—1895 — профессор украинского языка учительской семинарии во Львове.
В 1867 году Е. Партицкий опубликовал большой немецко-украинский словарь из 35 тыс. слов.
Редактировал педагогический двухнедельник "Газета школьна(1875—1879), а также первые издания общества «Просвита». Некоторое время был его председателем.
В 1880 Е. Партицкий основал и шесть лет издавал за свой счёт двухнедельный журнал «Зоря», который благодаря его усилиям стал известен во всей Украине, в котором печатались такие видные представители тогдашней украинской литературы и науки, как Иван Франко, Леся Украинка, Б. Гринченко, М. Грушевский, М. Коцюбинский, О. Кобылянская, Н.Вороной и др.
В 1881 Е. Партицкий был в числе основателей во Львове украинского педагогического общества — «Руське Товариство Педагогічне».
В 1882 — редактор журнала «Зеркало».
Автор ряда учебников по украинскому языку и литературе для народных школ.
В исторических трудах по вопросам истории Руси, в частности, в историко-филологическом исследовании «Скандинавщина в древней Руси», выступал оппонентом Д. И. Иловайского.
Перевёл на украинский язык «Слово о полку Игореве» (1884).
В 1894 году опубликовал «Старинну історію Галичини», в которой охватил события на Украине с VII в. до нашей эры до 110 года нового летоисчисления.
Изучал вопросы быта, фольклора, диалектов, записывал народные песни, сам сочинял песни. Совершил большое количество поездок по Галичине, собрав при этом богатый краеведческо-этнографический материал, который стал основой серии научно-популярных статей «Образи Руси Галицької», рукописи «Подорожньо-етнографічні записки» и этнографического описания «З життя волинського люду».
Умер во Львове и похоронен на Лычаковском кладбище.
В родном селе Тейсаров Е. Партицкому установлен памятник.